# Linia kolejowa Ellrich – Zorge
Linia kolejowa Ellrich – Zorge – dawna jednotorowa, lokalna linia kolejowa w kraju związkowym Dolna Saksonia i Turyngia, w Niemczech. Łączyła stacje Ellrich z Zorge. 